# 애나 벤틀리
애나 벤틀리(영어: Anna Bentley, 1981년 1월 28일 ~ )는 영국 스코틀랜드의 펜싱 선수로 주 종목은 플뢰레이다. 2012년 하계 올림픽에서 여자 플뢰레 개인전과 단체전에 출전하였다. 그러나, 개인전 64강에서 캐나다의 모니카 피터슨에게 9-10으로 패하였고, 단체전에서는 8위에 머물렀다.